# 나쁜 엄마 (책)
《나쁜 엄마》는 좋은책신사고의 어린이 도서 브랜드인 좋은책어린이가 2008년에 출간한 발행한 초등학생용 도서이자 동화이다. 윤수천이 지었고, 이경하가 삽화를 맡았다. 이 책에 실려 있는 글 가운데 〈가장 아름다운 것〉 편이 KBS 프로그램 《TV동화 행복한 세상》을 통해 애니메이션으로 방송되었다.

## 줄거리
초등학교 3학년 여학생인 난희는 만날 언니의 옷을 물려입게 하고, 상냥하게 웃어 주거나 함께 놀아 주지도 않는 엄마를 너무 야속하게 생각하고 있다. 게다가 걸핏하면 수돗물이 안 나오는 집에 사는 것까지 모두 엄마의 탓인 것만 같다. 언제나 부스스한 외모에 비릿한 생선 냄새를 풍기는 엄마가 정말 내 친엄마가 맞는 건지 의심스럽기도 하다. 그래서 수업 시간에 부모님을 주제로 쓴 글짓기 공책에 〈우리 엄마는 나쁜 엄마다.〉라고 쓴 글을 보란 듯이 엄마 앞에 내놓았지만, 목각 인형 같은 엄마는 아무런 반응이 없다. 서러워서 울고만 싶어 하는 난희. 하지만 깁고 기워서 누더기가 된 엄마의 내의와 성한 곳이 없는 주름진 엄마의 손, 열이 나 뜨거운 자기의 이마를 짚어 주던 거친 손의 온기를 느끼게 되면서 난희의 마음속에는 알 수 없는 감정의 파도가 밀려오기 시작한다.